# Еврейский юнион-колледж — Еврейский институт религии
Еврейский юнион-колледж — Еврейский институт религии (англ. Hebrew Union College – Jewish Institute of Religion, также известный как HUC, HUC-JIR и The College-Institute) — еврейская семинария с тремя филиалами в Соединённых Штатах и одним филиалом в Иерусалиме.
Это старейшая еврейская семинария в США и главная семинария по подготовке раввинов, канторов, педагогов и общественных работников в сфере реформистского иудаизма. У учебного учреждения есть кампусы в Цинциннати, Нью-Йорке, Лос-Анджелесе и Иерусалиме (это единственная семинария в Израиле по подготовке реформистского еврейского духовенства).

## История

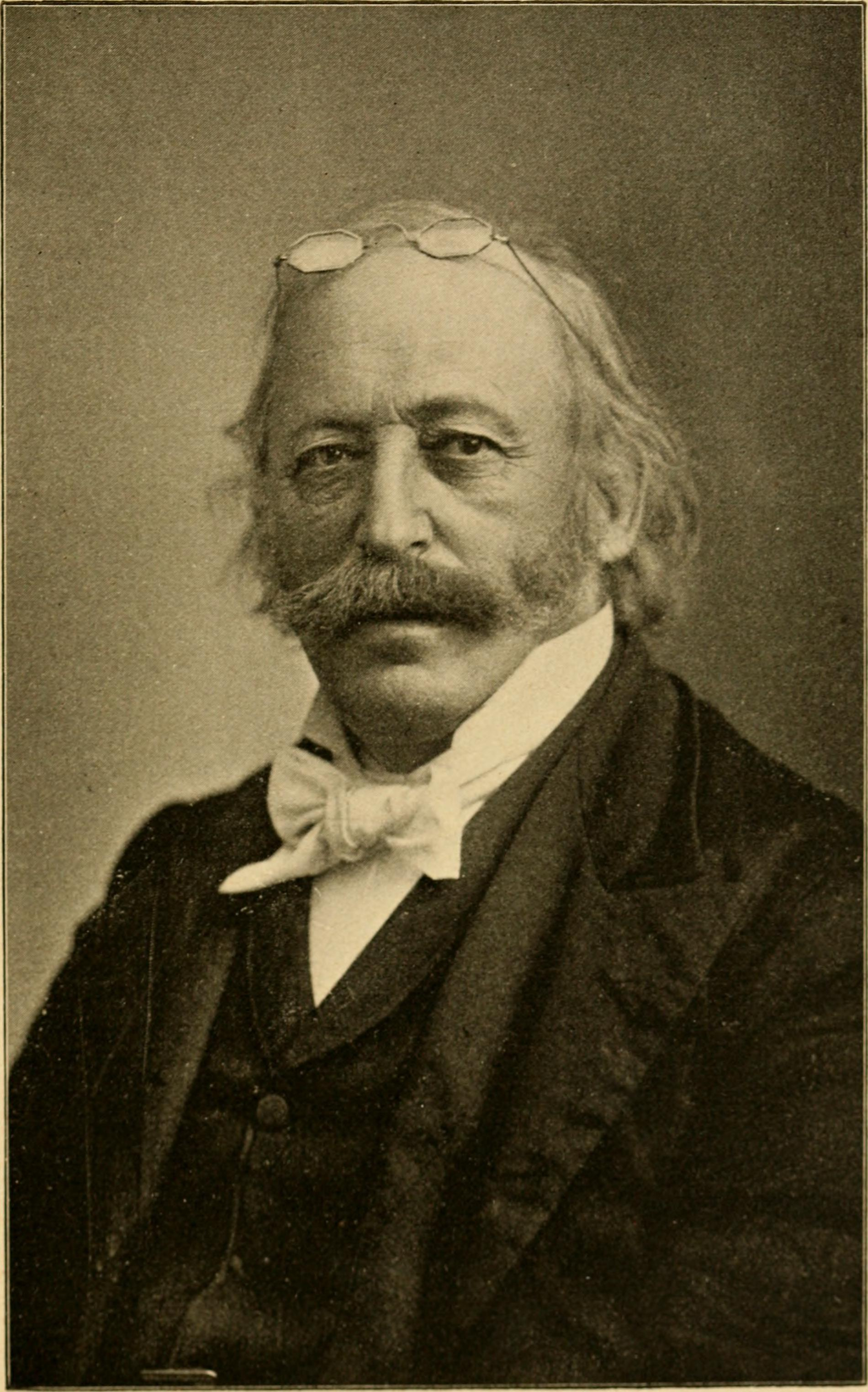
Айзек Уайз

Первоначально в Цинциннати в 1875 году был основан Еврейский юнион-колледж под руководством раввина Айзека Уайза. Якоб Иезекииль был секретарем правления, регистратором и казначеем с момента основания колледжа и до самой своей смерти в 1899 году.
Первый выпуск раввинского класса колледжа состоялся в 1883 году: выпускной банкет этого класса стал известен как Банкет Трефа (Trefa Banquet). В 1950 году Еврейский юнион-колледж объединился с Еврейским институтом религии с кампусом в Нью-Йорке.
В настоящее время Колледж еврейского союза — Еврейский институт религии — это международная семинария и аспирантура, предлагающие широкий спектр академических и профессиональных программ. В дополнение к своей раввинской школе, работают школы управления еврейскими некоммерческими организациями, духовной музыки, библейской археологии и израильскую раввинскую программу.
Университетский кампус этого учебного заведения в Лос-Анджелесе реализует многие из своих программ и степеней в сотрудничестве с соседним Университетом Южной Калифорнии. Это сотрудничество включает создание Центра мусульманско-иудейского взаимодействия, межконфессионального аналитического центра через партнерство с фондом Omar Foundation.
Библиотечная система учебного заведения содержит одну из самых обширных еврейских коллекций в мире; каждый кампус имеет свою собственную библиотеку. Также имеется академическое издательство Hebrew Union College Press, которое выпускает публикации, связанные с иудаизмом и ежегодник исследований под названием Hebrew Union College Annual (издается с 1924 года).
В Колледже еврейского союза — Еврейском институте религии обучаются как мужчины, так и женщины.